# Diacilgliceroli
I diacilgliceroli (o DAG o digliceridi) sono una particolare classe di gliceridi la cui molecola è costituita da due catene di acidi grassi addizionate tramite esterificazione a una molecola di glicerolo.
A seconda della posizione dei legami estere sulla molecola di glicerolo, i digliceridi possono essere suddivisi in due gruppi: 1,2-diacilgliceroli e 1,3-diacilgliceroli.

Formula di struttura generale di un 1,2-diacilglicerolo

## Funzione biologica

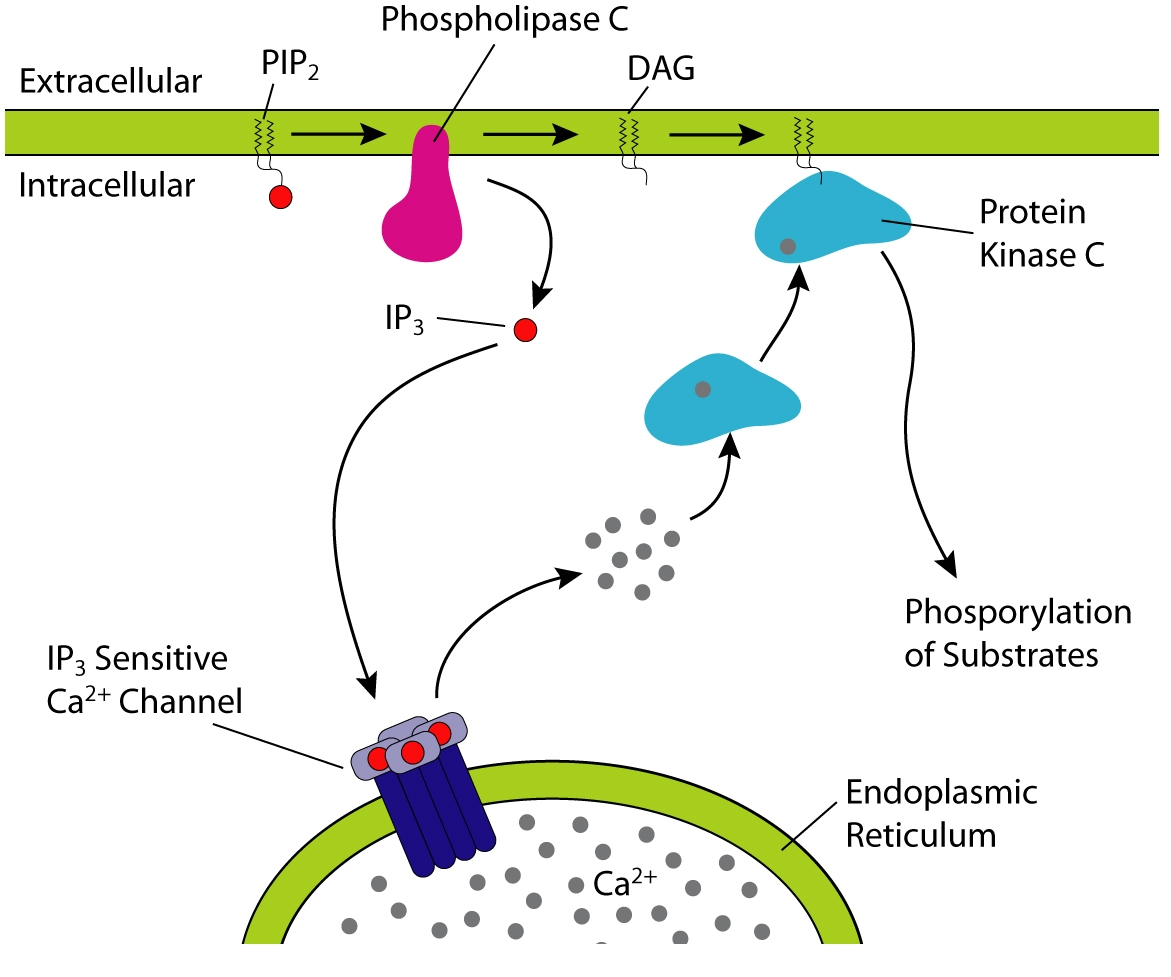
Scissione del PIP2 in DAG

I diacilgliceroli possono essere lipidi di membrana generati dalla scissione del PIP2 per opera della fosfolipasi C. Prendono parte al meccanismo di trasduzione del segnale dei GPCR associati a proteine Gq richiamando PKC in prossimità della membrana plasmatica e rendendola attiva in presenza di concentrazioni nanomolari di calcio.